# 阿莉莎·汤普森
阿莉莎·葆拉·汤普森（英語：Alyssa Paola Thompson；2004年11月7日—），美国女子职业足球运动员，司职前锋，目前效力于天使城足球俱乐部和美国国家女子足球队。她曾代表美国参加2023年国际足联女子世界杯。